# Драбат Григорій
Драбат Григорій (17 березня 1921, с. Литвинів, тепер Підгаєцький район, Тернопільська область, Україна — 30 серпня 1977, Лондон) — український журналіст, громадсько-політичний діяч. Член ОУН, старшина УПА. Засновник та редактор журналу «Визвольний шлях» у 1948—1977 роках.

## Життєпис
Член нелегальної ОУН з молодих літ. З 1943 року старши́на УПА, займався ідейно-політичною роботою. У 1946 році прибув до Великої Британії, де став співзасновником Союзу Українців у Великій Британії (СУБ), член управи (1947), заступник голови (1950—1955, 1961—1966). Тереновий провідник у Великій Британії. Співзасновник «Української Видавничої спілки» (1949), багато років був її головним редактором.
Помер Григорій Драбат 30 серпня 1977 року в Лондоні.
14 жовтня 1992 року за фінансової допомоги вдови на місці родинної хати Г. Драбата відкрито пам'ятний хрест.